# Pim Lukassen
Pim Lukassen (9 april 2001) is een Nederlands voetballer die als aanvaller voor De Graafschap speelt.

## Carrière
Pim Lukassen speelde in de jeugd van Ulftse Boys en De Graafschap. Hij debuteerde in het eerste elftal van De Graafschap op 15 april 2022, in de met 1-2 verloren thuiswedstrijd tegen TOP Oss. Hij kwam in de 86e minuut in het veld voor Sam Hendriks.

### Statistieken
| Seizoen                  | Club           | Land           | Competitie     | Competitie | Competitie | Beker | Beker | Overig | Overig | Totaal | Totaal |
| Seizoen                  | Club           | Land           | Competitie     | Wed.       | Dlp.       | Wed.  | Dlp.  | Wed.   | Dlp.   | Wed.   | Dlp.   |
| ------------------------ | -------------- | -------------- | -------------- | ---------- | ---------- | ----- | ----- | ------ | ------ | ------ | ------ |
| 2021/22                  | De Graafschap  | Nederland      | Eerste divisie | 2          | 0          | 0     | 0     | 0      | 0      | 2      | 0      |
| 2022/23                  | De Graafschap  | Nederland      | Eerste divisie | 1          | 1          | 0     | 0     | 0      | 0      | 1      | 1      |
| Carrièretotaal           | Carrièretotaal | Carrièretotaal | Carrièretotaal | 3          | 1          | 0     | 0     | 0      | 0      | 3      | 1      |
| Bijgewerkt op 5 mei 2023 |                |                |                |            |            |       |       |        |        |        |        |